# Twice Upon a Time
Twice Upon a Time is een Britse filmkomedie uit 1953 onder regie van Emeric Pressburger. Het scenario is gebaseerd op de roman Das doppelte Lottchen (1949) van de Duitse auteur Erich Kästner.

## Verhaal
Twee tweelingzusjes worden uit elkaar gehaald, wanneer hun ouders scheiden. Later ontmoeten ze elkaar bij toeval tijdens een zomerkamp. Ze bekokstoven er een plannetje om bij elkaar te kunnen blijven.

## Rolverdeling
| Acteur            | Personage          |
| ----------------- | ------------------ |
| Hugh Williams     | James Turner       |
| Elizabeth Allan   | Carol-Anne Bailey  |
| Jack Hawkins      | Dr. Mathews        |
| Yolande Larthe    | Carol Turner       |
| Charmaine Larthe  | Anne Bailey        |
| Violetta Elvin    | Florence la Riche  |
| Isabel Dean       | Juffrouw Burke     |
| Michael Gough     | Mijnheer Lloyd     |
| Walter Fitzgerald | Professor Reynolds |